# 雑木林

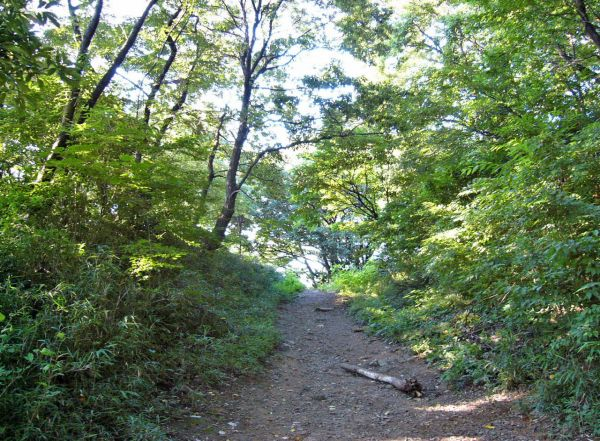
神奈川県立三ツ池公園の雑木林
（神奈川県横浜市）

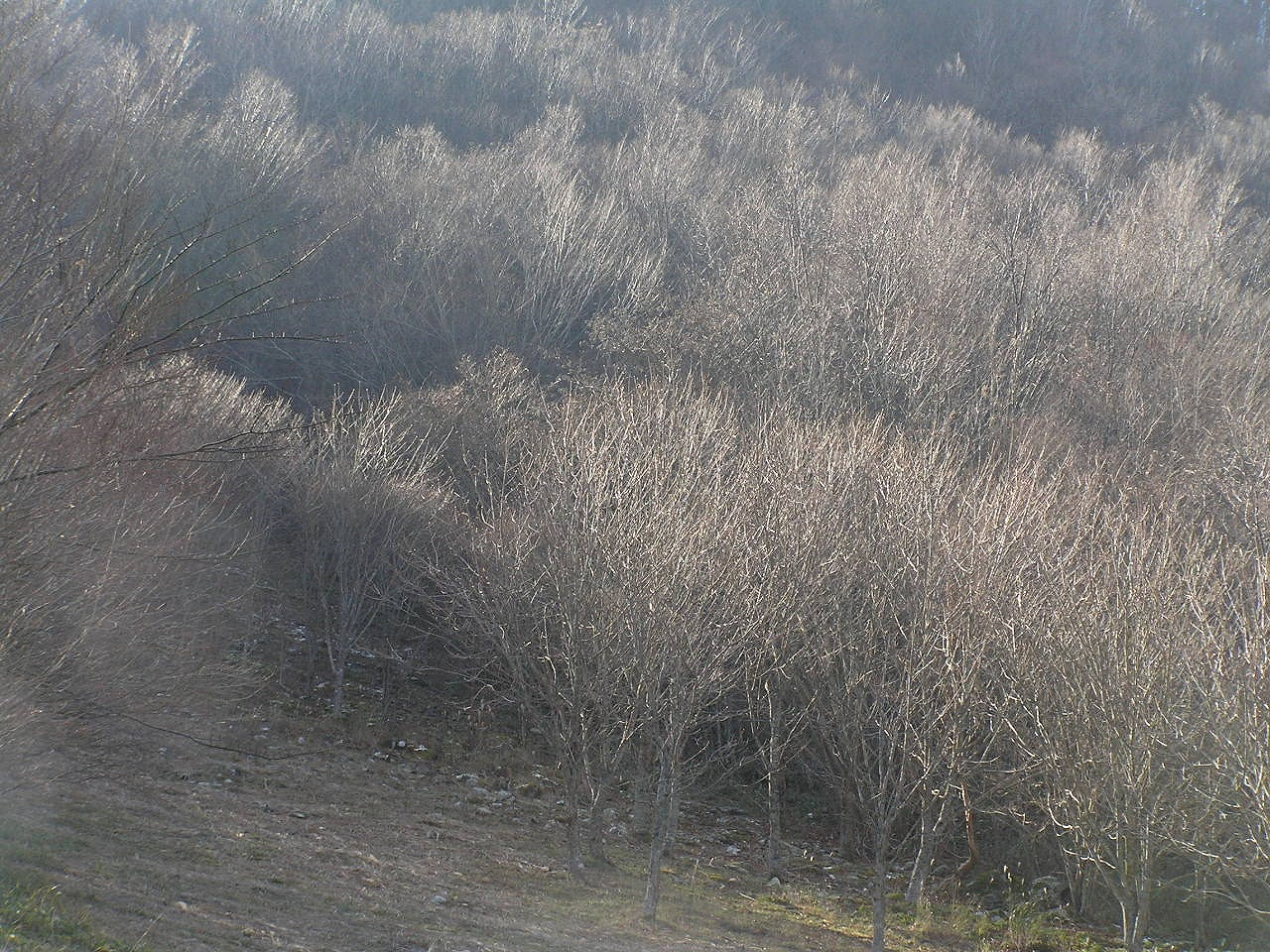
奈良県和佐又山登山口付近の雑木林

雑木林（ぞうきばやし、ざつぼくりん）は、種々雑多の雑木が混じって生える森林を意味する日本語である。植物生態学上の語彙ではなく、高価な木材を得るのには役に立たない林を指すことがある。
読みによって異なる2つの語義があり、「ぞうきばやし」は一般用語、「ざつぼくりん」は林野産業の専門用語である。

## 雑木林（ぞうきばやし）
クヌギやコナラなどの広葉樹で構成された、人工的・意図的に作られた林（人工林）のことで、広義には人里周辺の入りやすい林の意を含み、里山と等しく用いられることもある。
クヌギやコナラは燃料薪として繁用された樹木であり、エネルギー革命で石炭や石油が主要エネルギー源となる以前は、雑木林が貴重な燃料材生産の場であった。シイタケなどの原木栽培 に使う榾木（ほだぎ）としても利用される。これらの木は伐採しても切株から芽ぶいて再生し（萌芽更新）、数年で再利用できる太さまで成長する。
たとえば、関東平野における極相は照葉樹林であるが、山火事や伐採後には二次遷移が進行し、雑木林ができる。薪炭林として、落ち葉や枯れ枝を採り続けることにより雑木林が維持されることになる。前述のクヌギなどのほか、武蔵野台地のケヤキ林なども雑木林であり、古くから人間の活動があった痕跡でもある。
また雑木林は現在においても、多種の鳥類・多種の昆虫・爬虫類などの棲息地であり、食用や薬として使用される植物も生育している場合が多い。
そうした雑木林を保全する活動が行われている。平林寺の雑木林が国指定の天然記念物になっている。

## 雑木林（ざつぼくりん）
昭和30年代（1955-1965年間）に林野庁が打ち出した拡大造林の方針のもと、自然林を伐採してそれをスギ・ヒノキなどの「有用樹種」を利用する目的で作られた人工林に対し、そうでない林を指す言葉。この方針のもとでは、いかに優れた原生林であっても、すべては雑木林と呼ばれた。